# Музей кофе (Гамбург)
Музе́й ко́фе — музей в Гамбурге, посвящённый напитку кофе и всему, что с ним связано. Открыт благодаря немецкому предпринимателю Йенсу Бургу в 2003 году.

## История
Первая кофейня в Гамбурге появилась в 1687 году. В 1887 открылась кофейная биржа. Постепенно Гамбург становится признанным центром европейского рынка «коричневого золота». Торговля пряностями и кофе в немалой степени способствовала процветанию города. Именно здесь расположены всемирно известные концерны Tchibo и Darboven, «прописаны» многочисленные фирмы-поставщики, находятся кофеобжарочные фабрики и кофейни. Ещё в 60-е годы XX века в Гамбурге насчитывалось около 300 кофеобжарочных фабрик-магазинов. В результате перехода на коммерческий (барабанный) способ обжарки кофе маленькие кофеобжарочные фабрики массово разорялись, а их владельцы выставляли ставшие ненужными жаровни на улицу. Именно в это время, собирая выброшенные предметы, предприниматель Йенс Бург (Jens Burg) заложил основу своей коллекции жаровень и кофемолок. Сегодня эта старинная кофейная утварь является не только успешным бизнесом, но и частью истории города.

## Экспозиция
Экспозиция музея занимает площадь 300 м² и включает в себя около 3000 всевозможных экспонатов, связанных с культурой потребления кофе. Основу коллекции составляют более 900 механических кофемолок всевозможных конструкций и эпох. Среди других экспонатов выделяются огромные весы и уникальная мешкозашивочная машина. Посетителям представлены старинные жаровни, банки из под кофе, мешки со всех концов света, какао бобы, кофейные зерна разных сортов, кофейная рассада. Дополняют экспозицию первые фильтры, появившиеся в 1920 году, различные сорта чая, пряности и напитки.
Экскурсионные программы рассказывают об истории напитка, сортах и процессе изготовления кофейных зёрен, популярных рецептах, традициях употребления кофе в разных странах. Посетители смогут не только увидеть процесс превращения зёрен в кофе, но и принять участие в мастер-классах по приготовлению этого напитка с последующей дегустацией. В кофейной лавке можно приобрести очень редкие сорта кофе со всего мира.